# ناخنی‌صدفان
ناخنی‌صدفان (نام علمی: Pisidiidae) نام یک تیره از راسته صدف‌های سفت‌پوسته است.

## سرده‌ها
- صدف‌های دوکفه‌ای ناخنی
- صدف‌های دوکفه‌ای حبه‌ای
- صدف‌های دوکفه‌ای ناخنی